# Vattenpolo vid världsmästerskapen i simsport
Vattenpolo vid världsmästerskapen i simsport spelas sedan 1973 på herrsidan och sedan 1986 på damsidan.

## Resultat

### Herrar
| Vattenpolo för herrar vid världsmästerskapen i simsport | Vattenpolo för herrar vid världsmästerskapen i simsport | Vattenpolo för herrar vid världsmästerskapen i simsport | Vattenpolo för herrar vid världsmästerskapen i simsport | Vattenpolo för herrar vid världsmästerskapen i simsport |
| år                                                      | spelplats                                               | Guld                                                    | Silver                                                  | Brons                                                   |
| ------------------------------------------------------- | ------------------------------------------------------- | ------------------------------------------------------- | ------------------------------------------------------- | ------------------------------------------------------- |
| 1973 Detaljer                                           | Belgrad, SR Serbien, Jugoslavien                        | Ungern                                                  | Sovjet                                                  | Jugoslavien                                             |
| 1975 Detaljer                                           | Cali, Colombia                                          | Sovjet                                                  | Ungern                                                  | Italien                                                 |
| 1978 Detaljer                                           | Västberlin, Västtyskland                                | Italien                                                 | Ungern                                                  | Jugoslavien                                             |
| 1982 Detaljer                                           | Guayaquil, Ecuador                                      | Sovjet                                                  | Ungern                                                  | Västtyskland                                            |
| 1986 Detaljer                                           | Madrid, Spanien                                         | Jugoslavien                                             | Italien                                                 | Sovjet                                                  |
| 1991 Detaljer                                           | Perth, Västaustralien, Australien                       | Jugoslavien                                             | Spanien                                                 | Ungern                                                  |
| 1994 Detaljer                                           | Rom, Italien                                            | Italien                                                 | Spanien                                                 | Ryssland                                                |
| 1998 Detaljer                                           | Perth, Västaustralien, Australien                       | Spanien                                                 | Ungern                                                  | Jugoslavien                                             |
| 2001 Detaljer                                           | Fukuoka, Japan                                          | Spanien                                                 | Jugoslavien                                             | Ryssland                                                |
| 2003 Detaljer                                           | Barcelona, Spanien                                      | Ungern                                                  | Italien                                                 | Serbien och Montenegro                                  |
| 2005 Detaljer                                           | Montréal, Québec Kanada                                 | Serbien och Montenegro                                  | Ungern                                                  | Grekland                                                |
| 2007 Detaljer                                           | Melbourne, Victoria, Australien                         | Kroatien                                                | Ungern                                                  | Spanien                                                 |
| 2009 Detaljer                                           | Rom, Italien                                            | Serbien                                                 | Spanien                                                 | Kroatien                                                |
| 2011 Detaljer                                           | Shanghai, Kina                                          | Italien                                                 | Serbien                                                 | Kroatien                                                |
| 2013 Detaljer                                           | Barcelona, Spanien                                      | Ungern                                                  | Montenegro                                              | Kroatien                                                |
| 2015 Detaljer                                           | Kazan, Ryssland                                         | Serbien                                                 | Kroatien                                                | Grekland                                                |
| 2017 Detaljer                                           | Budapest, Ungern                                        | Kroatien                                                | Ungern                                                  | Serbien                                                 |
| 2019 Detaljer                                           | Gwangju, Sydkorea                                       | Italien                                                 | Spanien                                                 | Kroatien                                                |
| 2022 Detaljer                                           | Budapest, Ungern                                        | Spanien                                                 | Italien                                                 | Grekland                                                |
| 2023 Detaljer                                           | Fukuoka, Japan                                          | Ungern                                                  | Grekland                                                | Spanien                                                 |
| 2024 Detaljer                                           | Doha, Qatar                                             |                                                         |                                                         |                                                         |

### Damer
| Vattenpolo för damer vid världsmästerskapen i simsport | Vattenpolo för damer vid världsmästerskapen i simsport | Vattenpolo för damer vid världsmästerskapen i simsport | Vattenpolo för damer vid världsmästerskapen i simsport | Vattenpolo för damer vid världsmästerskapen i simsport |
| År                                                     | Spelplats                                              | Guld                                                   | Silver                                                 | Brons                                                  |
| ------------------------------------------------------ | ------------------------------------------------------ | ------------------------------------------------------ | ------------------------------------------------------ | ------------------------------------------------------ |
| 1986 Detaljer                                          | Madrid, Spanien                                        | Australien                                             | Nederländerna                                          | USA                                                    |
| 1991 Detaljer                                          | Perth, Västaustralien, Australien                      | Nederländerna                                          | Kanada                                                 | USA                                                    |
| 1994 Detaljer                                          | Rom, Italien                                           | Ungern                                                 | Nederländerna                                          | Italien                                                |
| 1998 Detaljer                                          | Perth, Västaustralien, Australien                      | Italien                                                | Nederländerna                                          | Australien                                             |
| 2001 Detaljer                                          | Fukuoka, Japan                                         | Italien                                                | Ungern                                                 | Kanada                                                 |
| 2003 Detaljer                                          | Barcelona, Spanien                                     | USA                                                    | Italien                                                | Ryssland                                               |
| 2005 Detaljer                                          | Montréal, Québec Kanada                                | Ungern                                                 | USA                                                    | Kanada                                                 |
| 2007 Detaljer                                          | Melbourne, Victoria, Australien                        | USA                                                    | Australien                                             | Ryssland                                               |
| 2009 Detaljer                                          | Rom, Italien                                           | USA                                                    | Kanada                                                 | Ryssland                                               |
| 2011 Detaljer                                          | Shanghai, Kina                                         | Grekland                                               | Kina                                                   | Ryssland                                               |
| 2013 Detaljer                                          | Barcelona, Spanien                                     | Spanien                                                | Australien                                             | Ungern                                                 |
| 2015 Detaljer                                          | Kazan, Ryssland                                        | USA                                                    | Nederländerna                                          | Italien                                                |
| 2017 Detaljer                                          | Budapest, Ungern                                       | USA                                                    | Spanien                                                | Ryssland                                               |
| 2019 Detaljer                                          | Gwangju, Sydkorea                                      | USA                                                    | Spanien                                                | Australien                                             |
| 2022 Detaljer                                          | Budapest, Ungern                                       | USA                                                    | Ungern                                                 | Nederländerna                                          |
| 2023 Detaljer                                          | Fukuoka, Japan                                         | Nederländerna                                          | Spanien                                                | Italien                                                |
| 2024 Detaljer                                          | Doha, Qatar                                            |                                                        |                                                        |                                                        |